# Kononfla
 Kononfla è una città e sottoprefettura della Costa d'Avorio appartenente al dipartimento di Sinfra. Conta una popolazione di 50 776 abitanti (censimento 2014).